# Liste der Kulturdenkmale in Georgenthal
Die Liste der Kulturdenkmale in Georgenthal ist auf dem Stand vom November 2010 und enthält gemäß dem Gesetz zur Pflege und zum Schutz der Kulturdenkmale im Land Thüringen (ThüDSchG) in der geltenden Fassung vom 24. Februar 2016 bzw. dem Ersten Gesetz zur Änderung des ThüDSchG vom 23. November 2005 die Kulturdenkmale der genannten Gemeinde im thüringischen Landkreis Gotha.
Die Liste umfasst demzufolge die Kulturdenkmale der Orte Altenbergen, Catterfeld, Engelsbach, Georgenthal, Gospiteroda, Herrenhof, Hohenkirchen, Leina, Nauendorf, Petriroda, Schönau vor dem Walde und Wipperoda.
Hinweis: Die Liste kann Änderungen unterworfen sein, die hier nicht erscheinen. In Einzelfällen kann die aktuelle Liste bei der Unteren Denkmalschutzbehörde des Landratsamtes oder beim Bauamt der jeweiligen Gemeinde oder der Verwaltungsgemeinschaft eingesehen werden.

## Definitionen
Der Schutz der unbeweglichen Kulturdenkmale entsteht bereits durch das Vorliegen der gesetzlichen Voraussetzungen des § 2 des Thüringer Denkmalschutzgesetzes und ist nicht von der Eintragung in die Denkmalliste des Landes oder der Gemeinden abhängig. Das bedeutet, dass auch Objekte, die nicht in einer Denkmalliste verzeichnet sind, durchaus Denkmale sein können.

### Kulturdenkmale
Laut § 2 des Thüringer Denkmalschutzgesetzes sind Kulturdenkmale alle Sachen, Sachgesamtheiten oder Sachteile, die aus geschichtlichen, künstlerischen, technischen, wissenschaftlichen, volkskundlichen oder städtebaulichen Gründen sowie aus Gründen der historischen Dorfbildpflege ein öffentliches Interesse besteht. Zu den Kulturdenkmalen werden auch Denkmalensembles und Bodendenkmale gezählt.

#### Denkmalensemble
Um ein Denkmalensemble kann es sich handeln bei:
- baulichen Gesamtanlagen: Bauliche Gesamtanlagen sind insbesondere Gebäudegruppen, einheitlich gestaltete Quartiere und Siedlungen und historische Ortskerne einschließlich der mit ihnen verbundenen Pflanzen, Frei- und Wasserflächen.

- kennzeichnenden Straßen-, Platz- oder Ortsbildern: Ein kennzeichnendes Straßen-, Platz- oder Ortsbild ist insbesondere gegeben, wenn das Erscheinungsbild der Anlage für eine bestimmte Epoche oder Entwicklung oder für eine charakteristische Bauweise mit auch unterschiedlichen Stilarten kennzeichnend ist.

- kennzeichnende Ortsgrundrisse: Ein kennzeichnender Ortsgrundriss ist gegeben, wenn das Erscheinungsbild der Anlage für eine bestimmte Epoche oder Entwicklung charakteristisch ist, insbesondere im Hinblick auf Orts- und Siedlungsformen, Straßenführungen, Parzellenstrukturen und Festungsanlagen.

- historischen Park- und Gartenanlagen: Historische Park- und Gartenanlagen sind Werke der Gartenbaukunst, deren Lage sowie architektonische und pflanzliche Gestaltung von der Funktion der Anlage als Lebensraum und Selbstdarstellung früherer Gesellschaftsformen und der von ihr getragenen Kultur Zeugnis geben. Dazu zählen auch Tier- und botanische Gärten, soweit sie eine eigene historische und architektonische Gesamtgestaltung besitzen.

- historischen Produktionsstätten und -anlagen.

Nicht alle Teile eines Denkmalensembles müssen Kulturdenkmal sein, um als Kulturdenkmal zu gelten.

#### Bodendenkmal
Bewegliche oder unbewegliche Sachen, die im Boden oder unter Wasser verborgen waren oder sind und die Auskunft geben über tierisches oder pflanzliches Leben (paläontologische Denkmale) oder die Zeugnisse, Überreste oder Spuren der menschlichen Kultur (archäologische Denkmale) darstellen, sind Bodendenkmale.

### Hinweis
Die vorliegende Denkmalliste macht die beschriebenen Unterscheidungen nicht durchgängig.

## Geschichtlicher Hintergrund
Die Landgemeinde Georgenthal ist am 31. Dezember 2019 aus der Fusion der Gemeinden Georgenthal, Hohenkirchen, Leinatal und Petriroda entstanden. Bis auf Leinatal waren die genannten Gemeinden in der Verwaltungsgemeinschaft Apfelstädtaue zusammengeschlossen. Am 1. Januar 2024 folgte die Eingemeindung von Herrenhof, für das Georgenthal bisher erfüllende Gemeinde war.

## Einzeldenkmale § 2 Abs. (1) Nr. ThürDSchG

### Sakralbauten
| Bild                           | Bezeichnung                                                                                     | Lage                                                            | Datierung | Beschreibung | ID |
| ------------------------------ | ----------------------------------------------------------------------------------------------- | --------------------------------------------------------------- | --------- | --- | -- |
| weitere Bilder Fotos hochladen | Pfarrkirche St. Immanuel mit Ausstattung, Kirchhof mit historischen Grabsteinen und Einfriedung | Altenbergen, Kirchweg (ohne Nummer), Flurstück: 1-126 (Karte)   |           | 1712 erbaut |    |
| weitere Bilder Fotos hochladen | Christopherus-Kapelle                                                                           | Engelsbach, Dorfstraße 7–8, Flurstück: 1-140 (Karte)            |           | Im Zentrum des Ortes trifft man auf eine Besonderheit: die ehemalige Dorfschule und die kleine evangelische Kapelle befinden sich als Simultankirche unter einem Dach. Die Kapelle birgt eine Knauf-Orgel (um 1845) von Friedrich Christian Knauf |    |
| weitere Bilder Fotos hochladen | Kirche St. Elisabeth mit Ausstattung und Kirchhof                                               | Georgenthal, Ohrdrufer Straße 1, Flurstück: 1-186 (Karte)       |           | Die Kirche wurde 1257 in einem Ablassbrief des Bischofs zu Hebron im damaligen Palästina an den Abt Bartholomäus von Georgenthal erstmals erwähnt. |    |
| weitere Bilder Fotos hochladen | Dorfkirche und Ausstattung                                                                      | Gospiteroda, Kirchgasse 1, Flurstück: 1-55 (Karte)              |           | Die heutige Kirche entstand im Jahr 1623 im Baustil der Spätgotik. Der Chor der 1623 errichteten Kirche ist nach Norden orientiert. Der Turm verfügt im Erdgeschoss über ein steinernes Tonnengewölbe, jetzt als Sakristei genutzt. Die Doppelemporen sind farbenfroh bemalt. Die Kirche hat keinen Namen. |    |
| weitere Bilder Fotos hochladen | Kirche St. Petri mit Ausstattung                                                                | Herrenhof, Nauendorfer Straße 3, Flurstück: 1–264/1 (Karte)     |           | Schon von 12. bis 17. Jahrhundert gab es in Herrenhof eine Kapelle. Erstmals erwähnt wurde sie 1143 in einer Urkunde des Klosters Reinhardsbrunn. Um die Gemarkung Herrenhof stritten sich damals die Klöster Reinhardsbrunn und Georgenthal. Der Streit endete 1186 zugunsten von Georgenthal. Ende des 17. Jahrhunderts wurde die baufällig gewordene Kapelle durch einen Neubau von 1692 ersetzt.                                         |    |
| weitere Bilder Fotos hochladen | Kirche St. Gangolf mit Ausstattung und Kirchhof                                                 | Hohenkirchen, Hauptstraße 46, Flurstück: 1-208 (Karte)          |           | Die Kirche wurde 1510/1511 als Saalkirche mit eingezogenem Chor errichtet. Dieses Baudatum und die Finanzierung des Kirchenbaus steht offenbar im direkten Zusammenhang mit der am Ortsrand errichteten Saigerhütte. |    |
| weitere Bilder Fotos hochladen | Nicolauskirche und Ausstattung, Grabstein des Ritters von Boilstädt, Kirchhof und Einfriedung   | Leina, Gospiterodaer Straße 93, Flurstück: 1-181/1 (Karte)      |           | Die erste Kirche in Leina wurde im 12. Jahrhundert begonnen, der heutige Chor wurde als spätgotischer Bau begonnen. Um 1500 erfolgten weitere Umbauten, die heutige Gestalt erhielt die Kirche erst 1739 bis 1747. Die St.-Nicolaus-Kirche markiert das historische Zentrum des Ortes. Im Pfarrhaus wurde der Pfarrer und Dichter Wilhelm Hey (1789–1854) geboren. Heute kümmert sich ein Verein um die Erforschung seiner Lebensgeschichte. |    |
| weitere Bilder Fotos hochladen | Kirche St. Salvator mit Ausstattung, Grabsteine und Kirchhof                                    | Petriroda, Backhausstraße 1, Flurstück: 1-69 (Karte)            |           | Die kleine Dorfkirche misst 13,8 × 8,6 m in der Grundfläche und wurde 1714 errichtet. Die Kirche besitzt eine doppelgeschossige, umlaufende Empore und ein Spiegelgewölbe. |    |
| weitere Bilder Fotos hochladen | St.-Georg-Kirche mit Ausstattung, Kirchhof und Einfriedung                                      | Schönau vor dem Walde, Bahnhofstraße 26, Flurstück: 1-1 (Karte) |           | 1691–1692 wurde die heutige Kirche errichtet. |    |

### Profanbauten (nach Orten)

#### Altenbergen
| Bild                           | Bezeichnung                        | Lage                                                            | Datierung | Beschreibung | ID |
| ------------------------------ | ---------------------------------- | --------------------------------------------------------------- | --------- | --- | -- |
| weitere Bilder Fotos hochladen | Winfried-Leuchte oder „Candelaber“ | Johannesberg, Flurstück: 2-561 (Karte)                          |           | |    |
| Fotos hochladen                | Kirche, Wüstung, Friedhof          | Archäologisches Denkmal: Johannesberg, Flurstück: 2-561 (Karte) |           | Vom ehemaligen Friedhof sind noch die Geländestufen zu erkennen. In historischer Zeit Friedhof für die Kirchgemeinden Altenbergen, Catterfeld, Engelsbach, Finsterbergen, Schönau vor dem Walde, Cumbach und Ernstroda. Für viele Trauergäste war der Weg aus ihrem Ort zu diesem Friedhof sehr beschwerlich. |    |

#### Catterfeld
| Bild            | Bezeichnung                               | Lage | Datierung | Beschreibung | ID |
| --------------- | ----------------------------------------- | --- | --------- | --- | -- |
| Fotos hochladen | Bergbauanlage (ehemalige Weihnachtszeche) | Schönauer Weg 8–12, Schönauer Weg 7, Schönauer Weg 13, Flurstück: 1-163 bis 166, 172, 172/1 (nicht existent), 172/2, 173 (Karte)                                              |           | Hiervon ist nichts mehr erhalten, die Gruben sind eingestürzt und wurden zugeschüttet. (Auskunft eines Anwohners.)                             |    |
| Fotos hochladen | Bauernhaus                                | Straße des Friedens 11, Flurstück: 1-90 (Karte) |           | |    |
| Fotos hochladen | Kloster, Kapelle, St. Georgsberg          | Archäologisches Denkmal: St. Georgen, Forstort Clausenhain, Flurstück: 4-1268/1, 1269/1, 1270, 1271, 1272/1, 1272/2, 1273/1, 1274, 1275, 1298/75 bis 1298/78, 1298/85 (Karte) |           | Der Flurname Clausenhain erinnert noch heute an die Klausner Wigman von Tüttleben und Christian Peckenstein, die einst hier als Mönche lebten. |    |

#### Engelsbach
| Bild            | Bezeichnung    | Lage                                   | Datierung | Beschreibung | ID |
| --------------- | -------------- | -------------------------------------- | --------- | ------------ | -- |
| Fotos hochladen | Paradiessteine | Talstraße 34a, Flurstück: 1-80 (Karte) |           |              |    |

#### Georgenthal
| Bild            | Bezeichnung                                                                      | Lage                                                                                          | Datierung | Beschreibung | ID |
| --------------- | -------------------------------------------------------------------------------- | --------------------------------------------------------------------------------------------- | --------- | --- | -- |
| Fotos hochladen | Ruinen des Klosters                                                              | Am Finkenberg/Klosterstraße, Flurstück: 4-69, 4-70/2, 4-70/3 (Karte)                          |           | Das Kloster St. Georg besaß im Jahr 1335 knapp 11.000 Hektar Land mit zwölf Dörfern und hatte eine bedeutende Pferdezucht. Das Kloster wurde im Bauernkrieg in der Osternacht 1525 von einem aufständischen Bauernheer geplündert. 1531 wurde der Klosterbesitz durch Kurfürst Johann von Sachsen eingezogen. Das ehemalige Kloster und seine zwölf Dörfer bildeten künftig das Amt Georgenthal. |    |
| Fotos hochladen | Oben: Hexenturm: Unten: Kornhaus aus der Klosterzeit.                            | Am Finkenberg, Flurstück: 1-180/4 bis 1-180/6 (Karte)                                         |           | Kornhaus: Das heute noch erhaltene Kornhaus mit dem großen Rosettenfenster im Nordgiebel hat ein Maßwerk in Sechspassform und ist eine architektonische Kostbarkeit. Sein innerer Durchmesser beträgt 2,64 m. Es wurde im Jahre 2011 aufwändig restauriert. Das Kornhaus stammt vermutlich aus dem 15. Jahrhundert und wurde mehrfach umgebaut. Obwohl sein ursprünglicher Zweck nicht belegbar ist, lässt der Einbau eines Kaminabzuges in der südöstlichen Ecke die Vermutung zu, dass es sich um ein Winterrefektorium handelte. Da das Kloster von vielen Pilgern besucht wurde, kommt auch eine Verwendung als Hospital oder Unterkunft in Betracht. In der nachklösterlichen Zeit diente das Gebäude als Zins- und Abgabenstelle des Amtes Georgenthal und erhielt damals seinen heutigen Namen. Bis 1960 wurde es als Kornspeicher benutzt und beinhaltet heute ein Lapidarium mit Ausgrabungsstücken, z. B. Schlusssteine mit Eichenblatt- oder Efeuornamenten aus dem zerstörten Gewölbe der Abteikirche sowie Bruchstücke von Gurtbögen, Gewölberippen und Gewölbeansätzen, die schon fast gotisch anmuten. Nebenan befindet sich ein naturnah angelegter Kurpark, früher Klostergarten. Hexenturm: Gefängnis während der Hexenprozesse zwischen 1646 und 1711. Aus dieser Zeit sind 71 Hexenverfolgungen des Amtes Georgenthal bekundet. Meist wurden die Betroffenen verbrannt, einige Frauen starben auch an den Folgen der Folter. Martha Lanz, 60-jährig, wurde auf dem Scheiterhaufen auf dem nahegelegenen Hirzberg verbrannt, während die 35-jährige Witwe des Köhlers Lorenz Ortlepp aus Catterfeld die Folter ertrug, nicht gestand und freigesprochen wurde. |    |
| Fotos hochladen | Steinernes Haus, Klosterpfortenhaus                                              | Klosterstraße 12, Flurstück: 1-199/1 und 1-199/2 (Karte)                                      |           | |    |
| Fotos hochladen | Friedhof                                                                         | Am Finkenberg, Flurstück: 4-70/3 (Karte)                                                      |           | Im Gelände des ehemaligen Klosters Georgenthal |    |
| Fotos hochladen | Klostermauern                                                                    | Am Finkenberg/Im Gehaak, Flurstück: 3-188/12-19, 4-71,72, Gemarkung Nauendorf 3-534/1 (Karte) |           | Die Klostermauer umfasste den gesamten inneren Klosterbezirk in zwei getrennten Klausuren und hatte eine äußere Gesamtlänge von 1500 m mit mehreren Toren, Türen und Eckkapellen. Sie wurde im Laufe der Jahrhunderte wie das Klostergebäude als Steinbruch benutzt. Das Bild zeigt einen Teil der Trennmauer der beiden Klausuren. |    |
| Fotos hochladen | Villa Charlotte                                                                  | Am Finkenberg 12, Flurstück: 4-57 (Karte)                                                     |           | |    |
| Fotos hochladen | Doppelwohnhaus mit Vorgarten, Einfriedung, Pavillon und Nebengebäude             | Bahnhofstraße 16/18, Flurstück: 2-82/5-6 (Karte)                                              |           | |    |
| Fotos hochladen | Wohn- und Geschäftshaus, ehemalige Post                                          | Bahnhofstraße 22, Flurstück: 2-80/3 (Karte)                                                   |           | |    |
| Fotos hochladen | Haus Eichengrund mit 2 Remisengebäuden                                           | Bahnhofstraße 69 Parkstraße 1b und 3c, Flurstück: 3-105/2-9, 3-105/14-19 (Karte)              |           | |    |
| Fotos hochladen | Ehemaliges Gasthaus zur Aue mit Remise                                           | Bahnhofstraße 89, Flurstück: 3-116/2 (Karte)                                                  |           | |    |
| Fotos hochladen | Wohnhaus                                                                         | Gartenstraße 39, Flurstück: 1-85 (Karte)                                                      |           | |    |
| Fotos hochladen | Wohnhaus mit St.-Georg-Apotheke                                                  | Karl-Ernst-Straße 2, Flurstück: 5-55/9 (Karte)                                                |           | |    |
| Fotos hochladen | Ehemaliges Forsthaus mit Remise, Stallgebäude, Reste der Klostermauer und Pforte | Ohrdrufer Straße 15, Flurstück: 1-206/2-4 (Karte)                                             |           | Das Bild zeigt die Reste der Klostermauer direkt neben der B 88. |    |
| Fotos hochladen | Wohnhaus, Hotel Deutscher Hof                                                    | St.-Georg-Straße 2, Flurstück: 1-114/-2 (Karte)                                               |           | |    |
| Fotos hochladen | Pfarrhof                                                                         | St.-Georg-Straße 6, Flurstück: 1-116 (Karte)                                                  |           | |    |
| Fotos hochladen | Schloss, Süd-, West- und Nordflügel einschließlich historischer Einfriedung      | Schlossplatz 2, Flurstück: 1-181/3-4 (Karte)                                                  |           | |    |
| Fotos hochladen | Kurhotel                                                                         | Schönauer Straße 4, Flurstück: 1-47/4, /8 (Karte)                                             |           | Das Kurhotel „Schützenhof“ war bereits 2012 dem Verfall preisgegeben. Da es nicht in städtischem Besitz war, konnte sie nichts dagegen unternehmen. Inzwischen ist das Hauptgebäude abgerissen, stehen geblieben ist der westliche Anbau (Bild). |    |
| Fotos hochladen | Villa                                                                            | Waldsaumweg 29, Flurstück: 1-44/1 (Karte)                                                     |           | |    |
| Fotos hochladen | Klosteranlage                                                                    | Archäologisches Denkmal, Flurstück: 4-70/2-3, 4-6, 1-180, 1-199/1, 1-199/2 (Karte)            |           | Das Bild steht stellvertretend für die gesamte Anlage. |    |

#### Herrenhof
| Bild            | Bezeichnung | Lage                                             | Datierung | Beschreibung                                                     | ID |
| --------------- | ----------- | ------------------------------------------------ | --------- | ---------------------------------------------------------------- | -- |
| Fotos hochladen | Wohnhaus    | Ohrdrufer Straße 1, Flurstück: 1–144/1–2 (Karte) |           | Das Gebäude wurde etwa 2013 abgerissen. Trümmergrundstück (2016) |    |

#### Hohenkirchen
| Bild            | Bezeichnung                              | Lage                                                     | Datierung | Beschreibung | ID |
| --------------- | ---------------------------------------- | -------------------------------------------------------- | --------- | ------------ | -- |
| Fotos hochladen | Eingangstür des Pfarrhauses und Keller   | Hauptstraße 46, Flurstück: 1-206/1 (Karte)               |           |              |    |
| Fotos hochladen | Ehemalige Postbrücke über die Apfelstädt | Kollerstädter Grund, Mühlenweg, Flurstück: 2-511 (Karte) |           |              |    |

#### Leina
| Bild            | Bezeichnung | Lage | Datierung | Beschreibung                                                    | ID |
| --------------- | --- | --- | --------- | --------------------------------------------------------------- | -- |
| Fotos hochladen | Pfarrgehöft mit Gedenktafel „Wilhelm Hey“                                                                                   | Gospiterodaer Straße 64, Flurstück: 1-148/3 und 1-148/4 (Karte)                                                       |           |                                                                 |    |
| Fotos hochladen | alte Schule | Gospiterodaer Straße 92, Flurstück: 1-180 (Karte)                                                                     |           |                                                                 |    |
| Fotos hochladen | Heiliger Brunnen mit Quelleinfassung im Brunnenhäuschen sowie 4 Laufbrunnen im Ort (vor Hauptstraße 23, 33, vor der Kirche) | Gospiterodaer Straße/Hauptstraße, Flurstück: 1-140/8 (nicht existent), 1/182 (vor der Kirche), 3-576 (nicht existent) |           |                                                                 |    |
| Fotos hochladen | ehemalige Druckhütte | Uelleber Straße 46b, Flurstück: 2-331/11 (Karte)                                                                      |           |                                                                 |    |
| Fotos hochladen | Spritzenhaus | Uelleber Straße 63, Flurstück: 1-148/1 (Karte)                                                                        |           | DA wird geprüft. 2016 ist das Spritzenhaus nicht mehr existent. |    |
| Fotos hochladen | Teilortsbefestigung | Archäologisches Denkmal: Ortslage, Flurstück: 1-16 (Karte)                                                            |           |                                                                 |    |
| Fotos hochladen | Hügelgräbergruppen | Archäologisches Denkmal: Leina-Boxberg, Flurstück: 6-10 bis -17 (Karte)                                               |           |                                                                 |    |

#### Schönau vor dem Walde
| Bild            | Bezeichnung          | Lage                                                                   | Datierung | Beschreibung              | ID |
| --------------- | -------------------- | ---------------------------------------------------------------------- | --------- | ------------------------- | -- |
| Fotos hochladen | Pfarrhof             | Bahnhofstraße 17, Flurstück: 1-5/1 (Karte)                             |           |                           |    |
| Fotos hochladen | Wohnhaus und Scheune | Lindenhög 2, Flurstück: 1-87/2 (Karte)                                 |           |                           |    |
| Fotos hochladen | Wallburg             | Archäologisches Denkmal: Auf dem Schlossberg, Flurstück: 2-172 (Karte) |           | Lageplan des Schlossbergs |    |